# Рагозін Аркадій Павлович
Аркадій Павлович Рагозін (26 листопада 1918, місто Акмолінськ, тепер місто Астана, Казахстан — 27 липня 1998, місто Москва, Російська Федерація) — радянський діяч органів держбезпеки, генерал-лейтенант, голова КДБ при РМ Вірменської РСР та голова КДБ при РМ Молдавської РСР. Депутат Верховної ради СРСР 9-го скликання.

## Біографія
Народився в родині наймита, батько загинув у 1920 році. Був безпритульним, з 1931 року виховувався в дитячому будинку.
З грудня 1932 по червень 1935 року працював молодшим лаборантом Красновішерського целюлозно-паперового комбінату. У 1933 році закінчив школу фабрично-заводського учнівства при комбінаті.
У червні 1935 — жовтні 1937 року — літературний співробітник, кореспондент, відповідальний секретар редакції газети «Красная Вишера». У жовтні 1937 — вересні 1938 року — кореспондент редакції газети «Северная коммуна» в місті Чердинь. У 1938 році закінчив 10 класів середньої школи в Красновішерську.
У вересні 1938 — травні 1943 року — студент Новосибірського інституту військових інженерів залізничного транспорту.
У травні 1943 — травні 1950 року — кореспондент, начальник Урало-Сибірського відділення редакції центральної залізничної газети «Гудок».
Член ВКП(б) з квітня 1946 року.
З травня 1950 року служив в органах державної безпеки. У листопаді 1952 року закінчив дворічні курси підготовки керівного та оперативного складу при Вищій школі МДБ СРСР.
У листопаді 1952 — лютому 1954 року — заступник начальника Управління охорони МДБ (з березня 1953 року — дорожньо-транспортного управління МВС) по Уфимській залізниці.
У лютому — квітні 1954 року — начальник дорожньо-транспортного управління МВС по Карагандинській залізниці. У квітні 1954 — листопаді 1956 року — начальник відділу КДБ по Карагандинській залізниці.
У листопаді 1956 — квітні 1960 року — начальник відділу КДБ по Казанській залізниці.
У квітні 1960 — листопаді 1961 року — начальник 2-го відділу КДБ при РМ Татарської РСР.
У листопаді 1961 — лютому 1963 року — заступник голови КДБ при РМ Татарської РСР.
19 лютого 1963 — 14 січня 1967 року — начальник УКДБ по Сахалінській області.
14 січня 1967 — 28 листопада 1969 року — голова КДБ при РМ Башкирської АРСР.
28 листопада 1969 — 29 травня 1970 року — заступник начальника Управління кадрів КДБ при РМ СРСР.
29 травня 1970 — листопад 1972 року — начальник Управління кадрів КДБ при РМ СРСР. Член Колегії КДБ при РМ СРСР з 27 травня 1970 по 19 серпня 1975 року.
21 листопада 1972 — 24 листопада 1975 року — голова КДБ при Раді міністрів Вірменської РСР.
17 грудня 1975 — 19 січня 1979 року — голова КДБ при Раді міністрів Молдавської РСР.
У січні 1979 — січні 1987 року — начальник Вищої Червонопрапорної школи КДБ імені Ф.Е.Дзержинського в Москві. З січня 1987 року — професор спецкафедри Вищої Червонопрапорної школи КДБ імені Ф.Е.Дзержинського.
Помер 27 липня 1998 року в Москві. Похований на Троєкурівському цвинтарі.

## Звання
- старший лейтенант залізничних військ (1950)
- майор (1952)
- підполковник (1954)
- полковник (1959)
- генерал-майор (16.12.1965)
- генерал-лейтенант (17.12.1973)

## Нагороди
- орден Жовтневої Революції (31.08.1971)
- два ордени Червоного Прапора (30.10.1967, 13.12.1977)
- два ордени Червоної Зірки (10.12.1964, 8.10.1980)
- медалі
- знак Почесний співробітник держбезпеки